# Emanuela Stecca
Emanuela Stecca (Treviso, 24 febbraio 1997) è una rugbista a 15 italiana, pilone del Villorba.

## Biografia
Si formò rugbisticamente a Treviso, sua città natale, nelle giovanili della squadra femminile del Benetton, le Red Panthers, con cui vinse nel 2014 il campionato di categoria Under-16.
Successivamente entrò nella squadra seniores che prende parte al campionato nazionale di serie A e, da lì, passò al Villorba con cui nel 2022 ha disputato la finale di campionato, poi persa, contro il Valsugana.
Convocata in nazionale nel 2021 ma non utilizzata, debuttò nel Sei Nazioni 2022 a Grenoble contro la Francia e, a seguire, prese parte alla Coppa del Mondo 2021 in Nuova Zelanda.
Due volte consecutive campionessa nazionale con Villorba nel 2024 e nel 2025, figura anche tra le convocate della Coppa del Mondo 2025 in Inghilterra.

## Palmarès
- Campionati italiani: 2
Villorba: 2023-24, 2024-25